# Sentinela da Liberdade na Guarita ao Norte da Barra do Rio Grande de São Pedro
Sentinela da Liberdade na Guarita ao Norte da Barra do Rio Grande de São Pedro foi um jornal brasileiro editado em Porto Alegre e, temporariamente no Rio de Janeiro, de 1830 a 1837.
Jornal monarquista, iniciou sua publicação em 2 de março de 1830,  redigido por Lourenço Júnior de Castro, impresso na tipografia de Dubreiul & Cia., inicialmente com formato quarto de página, depois passando ao 22 x 32.
Quando iniciou a Revolução Farroupilha o editor e o impressor Claude Dubreuil fugiram para o Rio de Janeiro, junto com o então presidente da província Fernandes Braga, de onde continuaram a publicação do jornal, que deixou de ser publicado em Porto Alegre entre 18 de setembro de 1835 e 16 de dezembro de 1836.
Seu nome, foi provavelmente adaptado do jornal o Sentinela da Liberdade na Guarita de Pernambuco da década de 1820, fundado por Cipriano José Barata de Almeida.
Foi editado até 1837.